# Depreciação

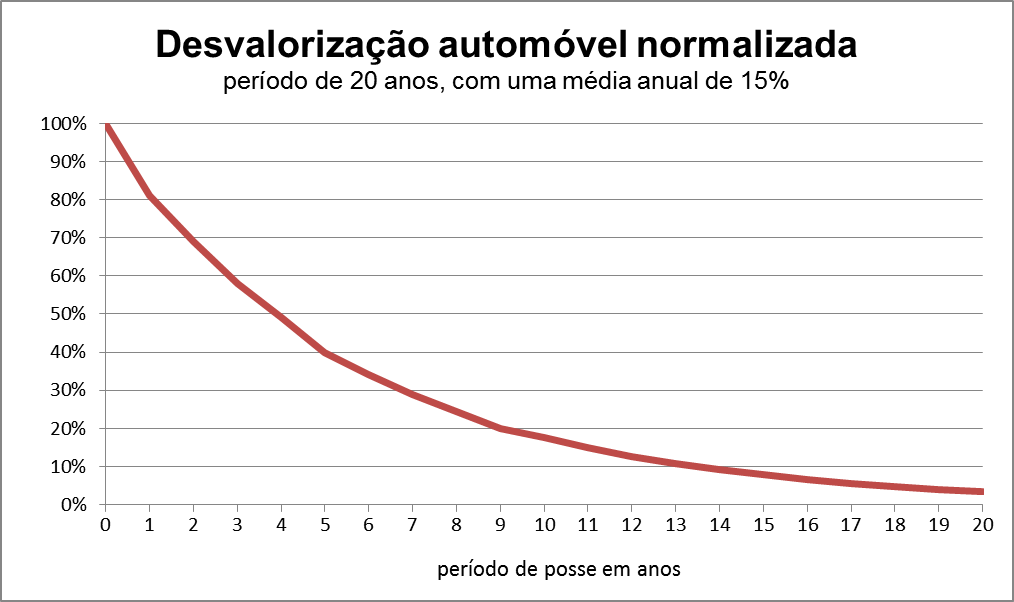
Gráfico mostrando a depreciação de um automóvel durante um período de vinte anos a uma taxa de quinze por cento ao ano.

A depreciação (português brasileiro) ou desvalorização (português europeu) é o custo ou a despesa da obsolescência dos ativos imobilizados, como por exemplo máquinas, veículos, móveis, imóveis ou instalações.
Ao longo do tempo, com a obsolescência natural ou desgaste com uso na produção, os ativos vão perdendo valor. Essa perda de valor é apropriada pela contabilidade periodicamente até que esse ativo tenha valor reduzido a zero.
A depreciação do ativo imobilizado diretamente empregado na produção será alocada como custo. Por sua vez, os ativos que não forem usados diretamente na produção terão suas depreciações contabilizadas como despesa.
No Brasil, em termos contábeis, o cálculo da depreciação deverá obedecer aos critérios determinados pelo governo através da Secretaria da Receita Federal, através do artigo 305 do Regulamento do Imposto de Renda de 1999 (RIR/99), que estipula o prazo de 10 anos para depreciarmos as máquinas, 5 anos para veículos, 10 anos para móveis e 25 anos para os imóveis. A depreciação não é obrigatória para as entidades, mas aquelas que auferem lucros farão uso como redutor "artificial" dos seus resultados a oferecer à tributação. As entidades sem fins lucrativos não têm razão para usar essa técnica.
Como se vê, a depreciação é uma técnica contábil que independe da influência administrativa. Visa a atender às exigências do Fisco quanto à dedução do Imposto sobre a Renda das empresas em percentuais fixados. A razão dessa depreciação é promover a capitalização das empresas para que o objeto que está sendo usado seja substituído no seu descarte, fazendo a entidade "poupar" recursos que seriam distribuídos aos sócios ou acionistas. Afinal, o lucro contábil da entidade, que será distribuído "monetariamente", foi reduzido por um efeito contábil "não monetário" através da depreciação e, assim, capitalizou a empresa no exato valor lançado nesta rubrica, através do lançamento a débito do patrimônio na Despesa com Depreciação.
Entretanto, no cálculo da depreciação, o administrador poderá estabelecer fórmulas mais adequadas à realidade de sua empresa (gerencialmente a depreciação passaria a ter influência da administração), desde que não fira o Regulamento do Imposto de Renda (RIR), que estabelece percentuais máximos (ou períodos mínimos de tempo). Assim, um veículo, por exemplo, embora tenha uma vida útil econômica teórica de cinco anos, não precisa ser depreciado nesse período, pois a sua vida útil efetiva será bem maior do que isso, principalmente se os resultados da empresa não forem sempre de lucros para serem "poupados" para esta finalidade.
A Gestão Patrimonial proporciona a oportunidade de renovação e perpetuação dos bens por tempo indeterminado, desde que adotada como política de gestão. Ela está também ligada à políticas controle dos equipamentos e manutenção preventiva, corretiva e outras que efetivamente forem necessárias, nos quais objetivam única e exclusivamente a diminuição dos custos de manutenção e extensão da vida útil do patrimônio.

## Bens depreciáveis
No Brasil, de acordo com o artigo 25 da Instrução Normativa da Secretaria da Receita Federal (IN SRF) nº 11/96, os bens depreciáveis são:
- Edifícios e construções (a partir da conclusão e início de utilização, o valor da edificação deve ser destacado do valor do terreno);
- Projetos florestais destinados a exploração dos respectivos frutos;
- Bens móveis e imóveis utilizados no desempenho de atividades de contabilidade;
- Os bens imóveis utilizados como estabelecimento da administração;
- Os bens móveis utilizados nas atividades operacionais, instalados em estabelecimento da empresa;
- Os veículos do tipo caminhão, caminhonete de cabine simples ou utilitários utilizados no transporte de mercadorias e produtos adquiridos para revenda, de matéria-prima, produtos intermediários e de embalagem aplicados a produção;
- Os veículos do tipo caminhão, caminhonete de cabine simples ou utilitário, as bicicletas e motocicletas utilizadas pelos cobradores, compradores e vendedores, nas atividades de cobrança, compra e venda, bem como os utilizados nas entregas de mercadorias;
- Os veículos utilizados no transporte coletivo de empregados;
- Os bens móveis e imóveis utilizados em pesquisa e desenvolvimento de produtos e processos;
- Os bens móveis e imóveis próprios, locados pela pessoa jurídica, e que tenham a locação como objeto de sua atividade;
- Os bens móveis e imóveis objeto de arrendamento mercantil nos termos da Lei 6099/74, pela pessoa jurídica arrendadora;
- Os veículos utilizados na prestação de serviços de vigilância móvel, pela pessoa jurídica que tenha objeto essa espécie de atividade (artigo 307 do RIR/99).

## Bens não depreciáveis
- Terrenos, salvo em relação a melhoramentos ou construções;
- Prédios ou construções não alugados nem utilizados pelo proprietário na produção dos seus rendimentos, ou destinados a revenda;
- Bens que, normalmente, aumentam de valor com o tempo, como as obras de arte ou antiguidades;
- Bens para os quais sejam registradas cotas de exaustão (artigo 307, parágrafo único do RIR/99).

## Depreciação Acelerada
Bens que são utilizados por períodos maiores do que as oito horas previstas na legislação vigente, por sofrerem maiores desgastes, são beneficiados com a depreciação acelerada que se dá mediante aplicação de coeficientes a saber:
- Um turno de oito horas - 1,0;
- Dois turnos de oito horas - 1,5;
- Três turnos de oito horas - 2,0.

## Métodos de depreciação

### Método Linear
O método linear consiste na aplicação de taxas constantes durante o tempo de vida útil estimado para o bem e é o mais frequentemente utilizado.
Exemplo: um bem tem vida útil de 10 anos, com taxa de depreciação de 10%.
Taxa de Depreciação = 100% dividida por tempo de vida útil.
100% dividido por 10 anos = 10% ao ano.

### Método da Soma dos Algarismos dos Anos
Este método consiste em estipular taxas variáveis, durante o tempo de vida útil do bem, adotando-se o seguinte critério: somam-se os algarismos que formam o tempo de vida útil do bem, obtendo-se, assim, o denominador da fração que determinará o valor da depreciação em cada período.

### Método das Horas de Trabalho
Este método consiste em estimar o número de horas de trabalho durante o tempo de vida útil previsto para o bem.
A cota de depreciação será obtida dividindo-se o número de horas trabalhadas no período, pelo número de horas de trabalho estimado durante a vida útil do bem. Este método é próprio das empresas industriais.

### Métodos das Unidades Produzidas
Também é utilizado por empresas industriais, e consiste em estimar o número total de unidades que devem ser produzidas pelo bem ao longo de sua vida útil.
A cota de depreciação de cada período será obtida dividindo-se o número de unidades produzidas no período pelo número de unidades estimadas a serem produzidas ao longo de sua vida útil.